# Slaheddine Belaïd
Slaheddine Belaïd, né le 13 novembre 1939 à Jemmal, est un ingénieur et homme politique tunisien.

## Biographie

### Ingénieur
Diplômé de l'École nationale des ponts et chaussées de Paris, il devient ingénieur en 1962 et travaille dans le secteur portuaire. En 1974, il devient PDG de la Société générale d'entreprises de matériel et de travaux.

### Ministre
Il est nommé ministre de l'Équipement le 9 octobre 1997, en remplacement d'Ali Chaouch, dans le gouvernement Karoui. Il est reconduit à ce poste, avec le portefeuille du Logement, dans le premier gouvernement Ghannouchi. Il occupe cette fonction jusqu'au 10 novembre 2004, date à laquelle il est remplacé par Samira Khayach Belhaj, jusqu'alors sa secrétaire d'État chargée de l'Habitat.

## Vie privée
Il est marié et père d'un enfant.